# Freeze Frame (Dead by April)
Freeze Frame è un singolo del gruppo musicale svedese Dead by April, pubblicato nel 2013.

## Tracce
1. Freeze Frame – 3:56
2. Empathy – 3:57